# 観福寺 (行田市)
観福寺（かんぷくじ）は、埼玉県行田市にある高野山真言宗の寺院。

## 歴史
1176年（安元2年）、河原太郎・次郎兄弟の開基である。河原兄弟は当地を所領とする武士で、河原氏の菩提寺とするために寺を創建した。そして阿弥陀如来と釈迦如来を安置した。河原兄弟はその後、1184年（寿永3年・治承8年）の一ノ谷の戦いで戦死したという。
当寺の境内には、「南河原石塔婆」がある。河原兄弟の供養塔といわれているが、詳細は不明である。現在は国の史跡に指定されている。

## 文化財
- 南河原石塔婆[1]（史跡 昭和3年2月7日指定）[3]

## 交通アクセス
- 路線バス河原神社停留所より徒歩12分。